# Освенцим (гмина)
Гми́на Осве́нцим (пол. Gmina Oświęcim)  —  сельская гмина (волость) в Польше, входит как административная единица в Освенцимский повет,  Малопольское воеводство. Население — 16 481 человек (на 2004 год).

## Демография
Данные по переписи 2004 года:
| Перепись                         | Всего   | Всего | Женщины | Женщины | Мужчины | Мужчины |
| -------------------------------- | ------- | ----- | ------- | ------- | ------- | ------- |
| Единицы                          | человек | %     | человек | %       | человек | %       |
| Население                        | 16 481  | 100   | 8396    | 50,9    | 8085    | 49,1    |
| Плотность населения (чел./кв.км) | 221,3   | 221,3 | 112,7   | 112,7   | 108,6   | 108,6   |

## Сельские округа
1. Бабице
2. Брошковице
3. Бжезинка
4. Дворы-ИИ
5. Гроец
6. Харменже
7. Лазы
8. Осада-Ставы-Гроецке
9. Плавы
10. Поремба-Велька
11. Райско
12. Ставы-Моновске
13. Влосеница
14. Забоже

## Соседние гмины
1. Берунь
2. Гмина Бойшовы
3. Гмина Бжеще
4. Гмина Хелмек
5. Гмина Кенты
6. Гмина Либёнж
7. Гмина Медзьна
8. Освенцим
9. Гмина Полянка-Велька
10. Гмина Пшецишув